# Etiam sine magistro vitia discuntur
Etiam sine magistro vitia discuntur. (лат) Пороци се уче и без учитеља. (Сенека) 

## Поријекло изреке
Ову изреку је изрекао почетком нове ере познати римски књижевник и филозоф Сенека.

## Тумачење
За пороке не треба школа ни учитељ. Нажалост, они се лако и брзо постижу. Порок је човјеколик.